# Hội chứng tăng thông khí
Hội chứng tăng thông khí (HVS); còn hội chứng tăng thông khí mạn tính (CHVS) và hội chứng giảm thông khí rối loạn chức năng là một rối loạn hô hấp, dựa trên tâm lý hoặc sinh lý, liên quan đến việc thở quá sâu hoặc quá nhanh (tăng thông khí). HVS có thể xuất hiện với đau ngực và cảm giác ngứa ran ở đầu ngón tay và xung quanh miệng (dị cảm) và có thể đi kèm với một cơn hoảng loạn.
Những người bị HVS có thể cảm thấy rằng họ không thể có đủ không khí. Trong thực tế, chúng có cùng một lượng oxy trong máu động mạch (giá trị bình thường là khoảng 98% cho độ bão hòa huyết sắc tố) và quá ít carbon dioxide (hypocapnia) trong máu và các mô khác. Trong khi oxy có nhiều trong máu, HVS làm giảm việc cung cấp oxy hiệu quả đến các cơ quan quan trọng do co mạch do CO2 gây ra thấp và hiệu ứng Bohr bị ức chế.
Sự thông khí là tự ban hành khi thở nhanh làm cho nồng độ carbon dioxide giảm xuống dưới mức khỏe mạnh, và nhiễm kiềm hô hấp (pH máu cao) phát triển. Điều này làm cho các triệu chứng tồi tệ hơn, khiến người bệnh thở nhanh hơn, sau đó, càng làm cho vấn đề trở nên trầm trọng hơn.
Nhiễm kiềm hô hấp dẫn đến những thay đổi trong cách hệ thống thần kinh bốc cháy và dẫn đến dị cảm, chóng mặt và thay đổi nhận thức thường đi kèm với tình trạng này. Các cơ chế khác cũng có thể hoạt động và một số người dễ bị hiện tượng này hơn so với những người khác.

## Nguyên nhân
Hội chứng tăng thông khí được cho là do yếu tố tâm lý và theo định nghĩa không có nguyên nhân hữu cơ. Đó là một trong những nguyên nhân gây giảm thông khí với những người khác bao gồm nhiễm trùng, mất máu, đau tim, hypocapnia hoặc kiềm do mất cân bằng hóa học, giảm lưu lượng máu não và tăng độ nhạy cảm thần kinh. 
Trong một nghiên cứu, một phần ba số bệnh nhân mắc HVS bị "bệnh phổi tinh tế nhưng chắc chắn" khiến họ thở quá thường xuyên hoặc quá sâu. 
Nhiều người mắc chứng rối loạn hoảng sợ hoặc agoraphobia sẽ gặp phải HVS. Tuy nhiên, hầu hết những người bị HVS không có những rối loạn này.

## Chẩn đoán
Hội chứng giảm thông khí là một nguyên nhân đáng chú ý phổ biến của khiếu nại chóng mặt. Khoảng 25% bệnh nhân phàn nàn về chóng mặt được chẩn đoán mắc HVS. 
Một bảng câu hỏi chẩn đoán Nijmegen cung cấp chẩn đoán chính xác về Hyperventilation. 

## Điều trị
Không đủ bằng chứng cho hoặc chống lại các bài tập thở. 
Mặc dù can thiệp truyền thống cho một đợt cấp tính đã khiến bệnh nhân hít vào túi giấy, gây ra tái sinh và phục hồi nồng độ CO₂, nhưng điều này không được khuyến khích.